# Bovemij
Bovemij N.V. werd op 18 september 1963 door de leden van BOVAG opgericht als haar eigen verzekeringsmaatschappij (BOvag VErzekeringsMaatschappIJ). De nieuwe verzekeraar was het gevolg van het afschaffen van de zogenaamde 'BOVAG-clausule', die de aangesloten garagebedrijven tot dan toe had gevrijwaard van aansprakelijkheid bij schade aan of diefstal van bij hen ondergebrachte motorrijtuigen. De garagebedrijven konden zich nu via Bovemij alsnog verzekeren.
De aandelen van de Bovemij N.V. zijn voor 82,5 procent in handen van BOVAG; de overige 17,5 procent is in handen van leden van BOVAG.
Door aankoop en start van verschillende bedrijven breidde Bovemij de diensten uit naar financieringen, rechtshulp en data-oplossingen. Zo werd Europolis opgericht om fietsverzekeringen aan consumenten aan te bieden. Begin 1995 werd door directeur Wim de Witte de nieuwe autoverzekeraar Polis Direct op de markt gebracht. Nadat er diverse problemen waren ontstaan rondom Polis Direct, besloot Bovemij zich eind 1995 als grootaandeelhouder terug te trekken.
In 2017 nam Bovemij ICT-dienstverlener RDC over. Daarnaast is Bovemij eigenaar van fietsverzekeraar ENRA Verzekeringen en van Autotrust. Eerder was het ook eigenaar van FlexCom4.
In 2018 startte Bovemij samen met BOVAG met viaBOVAG.nl, haar eigen occasionportaal.